# Ariel Moscovici
Ariel Moscovici (n. 23 iunie 1956, București, România) este un desenator și sculptor francez de origine română.  Desenele și sculpturile sale au fost expuse în expoziții personale sau de grup în Franța la Salons de Mai, Grands et Jeunes d'aujourd'hui, Réalités Nouvelles, Le 33-ieme Salon de la Jeune Sculpture, Le 30-ieme Salon de Montrouge et Figuration.
Pe plan internațional, lucrări de ale sale au fost subiectul unor expoziții personale sau de grup în țări precum Andorra, Spania, Belgia, Germania, Luxembourg, Coreea de Sud, Taiwan și Japonia. Lucrări ale sculptorului au fost răsplătite cu premiul întâi la Biennale Internationale de Sculpture Contemporaine, Collioure, respectiv cu alte premii ale muzeului Taipei Fine Arts Museum din Taiwan.  Lucrarea cea mai cunoscută a lui Ariel Moscovici până în prezent este grupul sculptural de opt piese intitulat Între cer și pământ instalat în anul 2003 în piața complexului Taipei 101, cel mai mare zgărie-nori al momentului respectiv.
Bucureșteanul, care a emigrat din România în Franța, a terminat institutul de artă École Nationale Supérieure des Beaux-Arts (cunoscut sub acronimul ENSBA) din Paris în 1979.  Artistul plastic locuiește în sudul Franței cu soția sa, sculptorul francez Sylvie Rivillon.

## Colecții particulare și publice
- Long Beach Art Association, New York, New York USA
- Bibliothèque Nationale de Paris, France
- Raychem Collection, Paris, France
- Musée de l'Art Contemporain, Chamalières, France
- Guvernul republicii Andorra
- Taichung Fine Arts Museum și Taipei Fine Arts Museum, Taiwan